# CD Cuenca-Mestallistes
CD Cuenca-Mestallistes is een Spaanse voetbalclub uit Valencia in de wijk Calle Cuenca. De club werd in 1925 opgericht als CD Cuenca. Als eerbetoon aan de historische band met grote buur Valencia CF werd in 1975 tijdens het 50 jarige bestaan van de club de bijnaam Mestallistes toegevoegd, een verwijzing naar het legendarische Estadio Mestalla van de zesvoudige landskampioen. 
Als erevoorzitter werd een absolute voetballegende aangesteld, Mario Kempes. De Argentijnse superster, winnaar en topschutter van het WK 1978, kende zijn beste periode in Valencia en ging met veel plezier in op het verzoek van Cuenca. Hij woont in Buenos Aires (Argentinië), maar bezoekt regelmatig de club en poseert af en toe gewillig in het Cuencashirt op sociale media.
In 2020 werd CD Cuenca-Mestallistes de allereerste 100% fan-owned voetbalclub in de provincie Valencia en de 16de fan-owned club in Spanje. Met haar bijna 100 jarig bestaan is het ook de oudste amateurclub van de regio. Momenteel speelt de club in de Segunda Regional de la Comunidad Valenciana, het achtste niveau in Spanje.
CD Cuenca-Mestallistes is één van de stichtende leden van de Fenix Trophy.